# Dorcopsis
Dorcopsis (česky klokan, toto jméno se však používá pro více rodů) je rod vačnatců z čeledi klokanovití (Macropodidae).

## Systematika
Za popisnou autoritu rodu Dorcopsis jsou pokládáni němečtí přírodovědci Salomon Müller a Hermann Schlegel (1845). Typovým druhem se stal klokan novoguinejský (Dorcopsis muelleri, hist. Macropus muelleri Lesson, 1827; Didelphis brunii Quoy & Gaimard, 1830). Současná systematika rozpoznává čtyři recentní druhy rodu Dorcopsis:
- Dorcopsis atrata Van Deusen, 1957 – klokan černý, výskyt na Goodenoughově ostrově u jihovýchodního pobřeží Nové Guineje;
- Dorcopsis hageni Heller, 1897 – klokan Hagenův, výskyt v severní Nové Guineji;
- Dorcopsis luctuosa (D'Albertis, 1874) – klokan žlutoskvrnný, výskyt v jihovýchodní Nové Guineji;
- Dorcopsis muelleri (Lesson, 1827) – klokan novoguinejský, výskyt v západní Nové Guineji, vč. ostrovů Misool, Salawati a Yapen.

Rod Dorcopsis je pokládán za sesterský taxon novoguinejského rodu Dorcopsulus. Některé systémy rod Dorcopsulus sdružují či synonymizují v rámci Dorcopsis.

## Popis

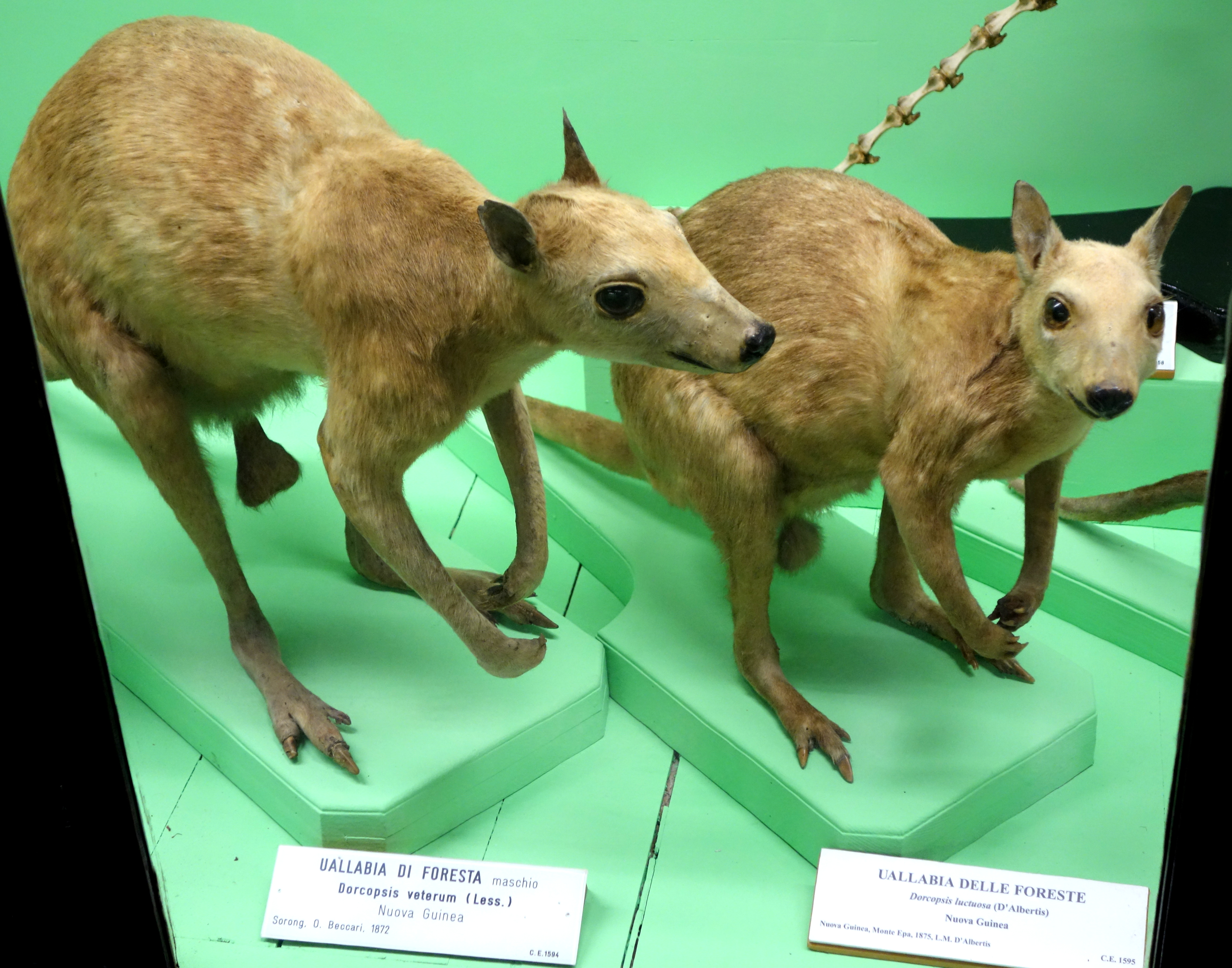
Klokan žlutoskvrnný, preparovaný pár

Klokani rodu Dorcopsis dosahují délky těla 34–97 cm a délky ocasu 27–55 cm. Pro všechny druhy bývá typický velký, široký a neosrstěný čenich, malé a zaoblené uši a obráceně vyrůstající srst na zátylku. Srst většiny zástupců je dlouhá a hustá, s výjimkou klokana Hagenova. Ocas je rovnoměrně osrstěný, směrem ke konci olysalý. Samice mají čtyři mléčné bradavky a dobře vyvinutý vak, jenž se otevírá směrem dopředu.
Klokani rodu Dorcopsis představují endemity Nové Guineje a přilehlých ostrovů, typicky žijí v nížinatých deštných lesích nepřesahujících nadmořskou výšku 400 metrů, ačkoli klokan černý z Goodenoughova ostrova obývá horské lesy až do výšky 1 800 metrů. Kosterní pozůstatky potvrzují relativně nedávný historický výskyt na Molukách (Halmahera, Gebe), zřejmě v důsledku prehistorického zavlečení člověkem. O chování a ekologii není známo dostatečné množství informací. Jde zřejmě o převážně noční zvířata, která se živí kořeny, listy, trávou a ovocem, možná i bezobratlými. Pozorování klokana žlutoskvrnného v zajetí naznačují tendenci vytvářet sociální skupiny. Rozmnožování může alespoň v případě klokana černého a novoguinejského probíhat celoročně. Během páření samec fixuje samici kousnutím do krku, toto primitivní chování se objevuje již u vačic. Samice rodí jediné mládě.

## Ohrožení
Mezinárodní svaz ochrany přírody považuje klokana žlutoskvrnného za zranitelný a klokana černého za kriticky ohrožený druh. Zbylé dva druhy patří mezi málo dotčené, se stabilní populací.